# スカシガイ科
スカシガイ科（スカシガイか、Fissurellidae）は古腹足類に属する巻貝の一群で、笠形の貝殻を持つ軟体動物。笠形の殻頂に孔が開いた種や貝殻の裾に切れ込みがある種が多く、一見カサガイと似ているが異なるグループである。世界中の海の岩礁に付着して生きている。日本産は約60種。英語では"keyhole limpet"と呼ばれる。

## 外観
成貝は笠形の貝殻を持つ。裾に切れ込みがある種(スソキレガイなど)、殻頂に孔が開いた種(テンガイガイなど)、両者の中間で笠形の斜面の中ほどに孔をもつ種(ヤブレガサなど)のほか、貝殻に孔も切れ込みもない種もある(オトメガサなど)。軟体部は貝殻の下にほぼおさまる種(コウダカスカシガイなど)のほか、殻長の約2倍の長さに広がる軟体部に貝殻を帽子のように被る種(スカシガサなど)や、軟体部を広げて薄くて小さい貝殻をほぼ完全に覆い隠す種もある(オトメガサなど) 。
テンガイ属の一種が詳細に解剖調査されている。口(鼻)は丸く、左右に短めの触角と眼がある。頭の後ろから体の中ほどにかけて左右両側に長い鰓がある。貝殻を固定する筋肉は前方が開いた深いC字形である。歯舌は扇舌型(Rhipidoglossan)。古腹足類に特徴的な触角器官として上足突起を持つが、イシダタミ等のように長くは発達しない。足の上にあって鰓を覆う外套膜の外周にも突起が並ぶ。

## 生態
潮間帯から水深数百mの海底の岩礁に付着して扇舌型の歯舌で藻類などを削り取って食べる。雌雄の別があり、放精・放卵により体外受精する。幼生はプランクトン栄養型。幼貝は切れ込みがある巻貝を持ち、成長するにつれて種によっては孔が殻頂へと移動する。外套膜下から海水を取り込んで鰓でろ過した後、孔や切れ込みから排水する。切れ込みや孔のすぐそばに肛門があって、岩礁に固着しながら排泄物を排出するのに役立っている。フエフキダイ科の魚に食われることがある。テンガイ属の貝はヒトデに襲われそうになると外套膜で貝殻を覆って身を守る。

## 分布
種や属によって限定される場合があるが、南極やグリーンランドも含む世界中の海に生息する。

## 系統発生
スカシガイ科の系統分岐図の一部と種・分布域の例を下に示す。
殻の特徴について略号を付した。(0):孔あり、(Π):切れ込みあり、(-):両方なし。

## 種類
現生の主な亜科と属および種と産地の例を以下に示す。
クズヤガイ亜科 Diodorinae Odhner, 1932 (6属)
- Cosmetalepas Iredale, 1924 (o)
- Diodora  Gray, 1821　テンガイ(天蓋)、クズヤガイ(葛屋貝) (o)[14], 小柴鮮新世層[15]
- Fissurellidea  d'Orbigny, 1839 = Megatabennus オオアナテンガイガイ (O) 南アフリカ、アラスカ[16]
- Lucapina  Gray in G. B. Sowerby I, 1835 (o) フジイロテンガイガイ 熱帯アメリカ東岸[16]
- Megathura  Pilsbry, 1890 ダイオウテンガイガイ (O)、カリフォルニア産[16]
- Monodilepas  H. J. Finlay, 1926 (o)

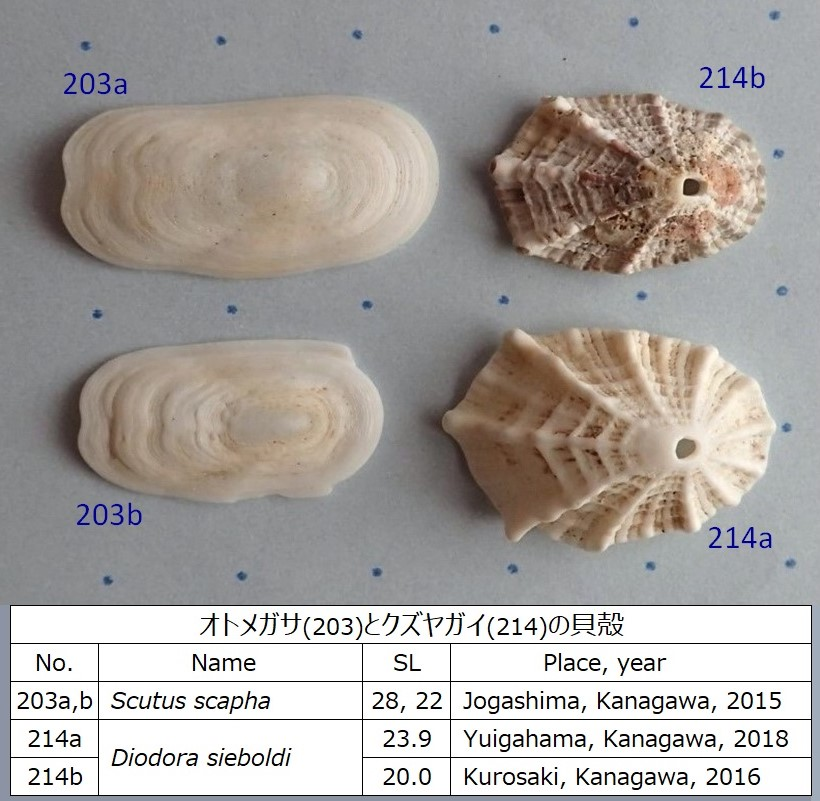
オトメガサとクズヤガイの貝殻

スソキレガイ亜科 Emarginulinae Children, 1834 (22属)

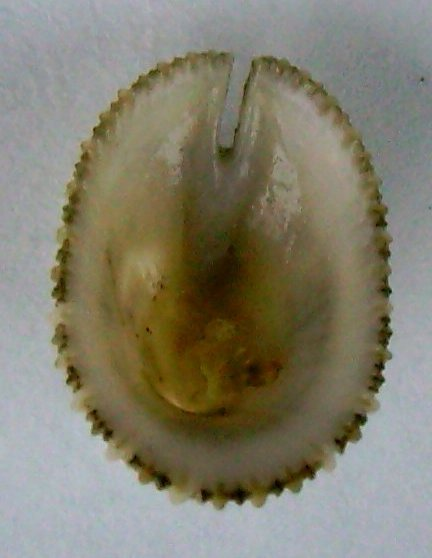
Emerginula striatula, ニュージーランド産、内面

- Agariste Monterosato, 1892
- Altrix Palmer, 1942
- Arginula K. van W. Palmer, 1937
- Buchanania Lesson, 1831
- Clathrosepta J. H. McLean & D. L. Geiger, 1998
- Clypidina Gray, 1847 マツバスソカケガイ (-)[17]
- Emarginella Pilsbry, 1891 (П)[18]
- Emarginula Lamarck, 1801 スソキレガイ (П)[4],三浦鮮新世層, (-)[19]
- Fissurisepta Seguenza, 1863
- Laeviemarginula Habe, 1953 (П)[18]
- Laevinesta Pilsbry & T. L. McGinty, 1952
- Manganesepta J. H. McLean & D. L. Geiger, 1998
- Montfortula Iredale, 1915　スソカケガイ (-)[4], (П) 館山更新世珊瑚層[20]
- Parmaphorella Strebel, 1907
- Pupillaea Gray, 1835
- Rixa Iredale, 1924
- Scelidotoma J. H. McLean, 1966
- Scutus Montfort, 1810 オトメガサ  (-)[4]
- Stromboli S. S. Berry, 1954
- Tugali J. E. Gray, 1843　サルアワビ (-)[21][4]
- Tugalina Habe, 1953 (-)[22]
- Vacerrena Iredale, 1958

スカシガイ亜科 Fissurellinae J. Fleming, 1822 (7属)

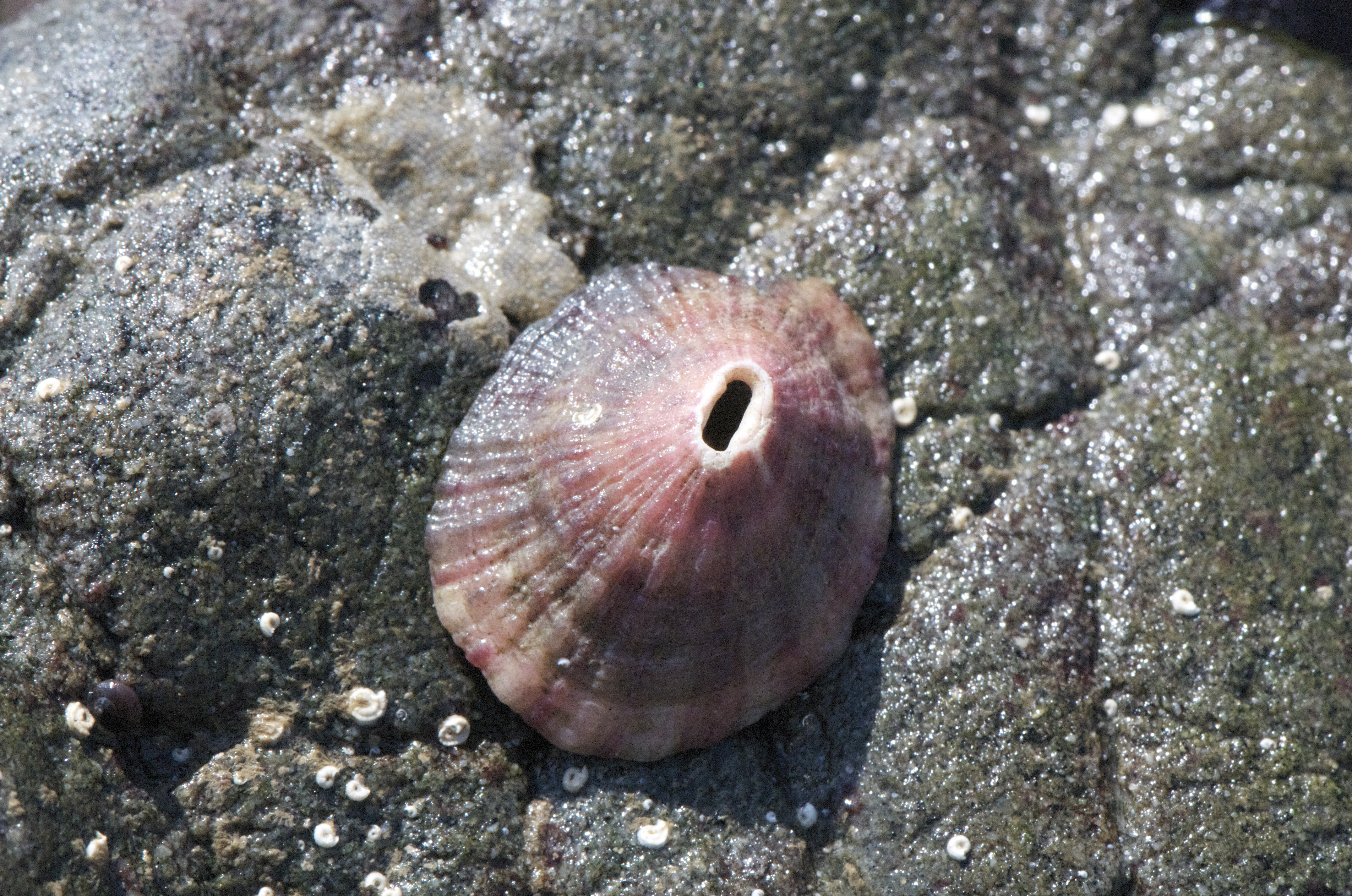
Fissurella volcano, カリフォルニア産

- Amblychilepas Pilsbry, 1890 タテガタスカシガイ (0)、南アフリカ[23][17]
- Dendrofissurella J. H. McLean & Kilburn, 1986 (0)、アフリカ南部[24]
- Fissurella Bruguière, 1789　ダイオウスカシガイ(0)など、マゼラン海峡からカリフォルニアおよび熱帯アメリカ東岸[25]
- Leurolepas J. H. McLean, 1970
- Lucapinella Pilsbry, 1890 (0)
- Macroschisma Gray, 1835 (O) スカシガイ、房総半島以南[14], (△) 市原鮮新世層[26]
- Medusafissurella J. H. McLean & Kilburn, 1986 (0)、アフリカ南部[27]

亜科 Rimulinae Anton, 1838
- Rimula Defrance, 1827 (▽)

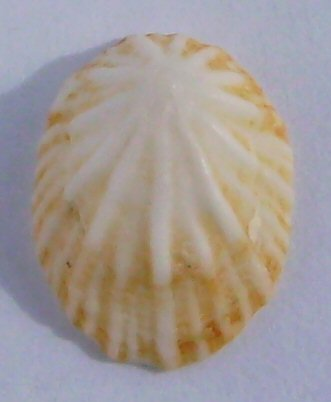
Hemitomaの一種

亜科 Zeidorinae Naef, 1913　(Hemitominae) “フネスソキレガイ亜科” (10属)
- Cornisepta J. H. McLean & D. L. Geiger, 1998 (。) フジイロスカシガイ属[28]
- Hemimarginula J. H. McLean, 2011 (П)
- Hemitoma Swainson, 1840 (-) スソカケガイ、熱帯アメリカ東岸[29]
- Montfortia Récluz, 1843 (-)
- Tugalina Habe, 1953 (-)[30]
- Montfortista Iredale, 1929　チドリガサ (-)[4]
- Montfortulana Habe, 1961
- Octomarginula J. H. McLean, 2011 (П)
- Profundisepta J. H. McLean & D. L. Geiger, 1998 (▽)
- Puncturella R. T. Lowe, 1827 コウダカスカシガイ属 (!)[31][14]= Cranopsis ヤブレガサ亜属 (△)[31] (0) [14]
- Zeidora  A. Adams, 1860　フネスソキレガイ属 (П)

## 人との関係
江戸時代末期の武蔵石壽と服部雪斎による『目八譜』十一巻『對無』編に本科の貝が紹介されている（26 葛屋介、27 天蓋、49 乙女笠、50 透介）。食用になるのか、本科のなかでは大型のサルアワビで試された結果、苦みと酸味があってまずかった。チリ産のダイオウスカシガイは食用となる。